# Kumm (Einheit)
Seit 1569 rechnete man in den  Salzsiedereien mit Kumm als Ersatz für Öseammer.
Das Gewichtsmaß Kumm fasste etwa 2932 Liter. Es ergab sich aus dem Gate. Gate war der Zufluss der Sole in einer Zeiteinheit zum Salzbecken. 
- 1 Gate = 6 Kumm = 10 Sal = 3 Stiege[2]

In festgelegten Zeiträume wurden in jedem Salzhaus/Sülzhaus regelmäßig vier Gate (ist mit Güsse zu erklären) an frischer Sole in die Siedepfannen geleitet. Man nannte es Flode, auch Fluten, Flut, was in den  Salzsiedereien in Deutschland einen festgelegter Zeitabschnitt im Jahr bezeichnet.
Das Jahr wurde vom 10. Januar bis zum 13. Dezember in 13 gleich große Zeiträume geteilt. Der Schlusstag des Jahres war in den christlichen Kirchen der Gedenktag der heiligen Lucia. Auf jeden Abschnitt entfielen 26 Tage. 
- 1 Flut = 4 Gate